# Carex malato-belizii
Carex malato-belizii é uma espécie de planta com flor pertencente à família Cyperaceae. 
A autoridade científica da espécie é Raymond, tendo sido publicada em Contributions de l'Institut Botanique de l'Université de Montréal 70: 73. 1957.

## Portugal
Trata-se de uma espécie presente no território português, nomeadamente no Arquipélago da Madeira.
Em termos de naturalidade é endémica da região atrás referida.

## Protecção
Encontra-se protegida por legislação portuguesa ou da Comunidade Europeia, nomeadamente pelo Anexo II e IV da Directiva Habitats e pelo Anexo I da Convenção sobre a Vida Selvagem e os Habitats Naturais na Europa.